# Lindy Fay Hella
Lindy Fay Hella (n. 25 de abril de 1975, Bergen), es una cantante noruega de música folk nórdica. Es cofundadora del proyecto Wardruna desde 2003, en 2015 hizo una colaboración con la banda Leaves' Eyes en el álbum King of Kings junto con Simone Simons.

## Discografía

### ConWardruna
- Runaljod – gap var Ginnunga (2009)
- Runaljod – Yggdrasil (2013)
- Runaljod – Ragnarok (2016)